# Carpoxylon macrospermum
Carpoxylon macrospermum är en enhjärtbladig växtart som beskrevs av Hermann Wendland och Carl Georg Oscar Drude. Carpoxylon macrospermum ingår i släktet Carpoxylon och familjen Arecaceae. Inga underarter finns listade i Catalogue of Life.